# Bikstu pagasts
Bikstu pagasts er en territorial enhed i Dobeles novads i Letland. Pagasten havde 1.045 indbyggere i 2010 og omfatter et areal på 96,03 kvadratkilometer. Hovedbyen i pagasten er Biksti.